# San Antonio Stars 2015
La stagione 2015 delle San Antonio Stars fu la 19ª nella WNBA per la franchigia.
Le San Antonio Stars arrivarono seste nella Western Conference con un record di 8-26, non qualificandosi per i play-off.

## Roster
| N° | Naz.                                 | Ruolo | Sportivo          | Anno | Alt. | Peso |
| -- | ------------------------------------ | ----- | ----------------- | ---- | ---- | ---- |
| 3  | Stati Uniti (bandiera)               | G     | Kalana Greene     | 1987 | 178  | 77   |
| 5  | Stati Uniti (bandiera)               | A     | Dearica Hamby     | 1993 | 191  | 83   |
| 6  | Stati Uniti (bandiera)               | GA    | Alex Montgomery   | 1988 | 185  | 84   |
| 7  | Stati Uniti (bandiera)               | G     | Jia Perkins       | 1982 | 173  | 70   |
| 11 | Francia (bandiera)                   | A     | Valériane Ayayi   | 1994 | 185  |      |
| 12 | Stati Uniti (bandiera)               | G     | Brittany Hrynko   | 1993 | 173  | 69   |
| 13 | Stati Uniti (bandiera)               | G     | Danielle Robinson | 1989 | 175  | 57   |
| 21 | Stati Uniti (bandiera)               | GA    | Kayla McBride     | 1992 | 180  | 79   |
| 22 | Stati Uniti (bandiera)               | G     | Samantha Logic    | 1992 | 175  | 80   |
| 23 | Stati Uniti (bandiera)               | AC    | Danielle Adams    | 1989 | 185  | 108  |
| 32 | Stati Uniti (bandiera)               | C     | Jayne Appel       | 1988 | 193  | 95   |
| 33 | Saint Vincent e Grenadine (bandiera) | A     | Sophia Young      | 1983 | 185  | 75   |
| 40 | Canada (bandiera)                    | C     | Kayla Alexander   | 1991 | 193  | 88   |
| 51 | Stati Uniti (bandiera)               | G     | Sydney Colson     | 1989 | 173  | 64   |

## Staff tecnico
- Allenatore: Dan Hughes
- Vice-allenatori: Vickie Johnson, James Wade
- Preparatore atletico: Tonya Holley
- Preparatore fisico: Chrissy Stragisher